# Verwahrungsvertrag
Der Verwahrungsvertrag ist ein schuldrechtlicher Vertrag, durch den sich der Verwahrer verpflichtet, eine ihm vom Hinterleger übergebene bewegliche Sache aufzubewahren (§ 688 BGB).

## Geschichte

### Römisches Recht
Im römischen Privatrecht bezeichnete depositum eine hinterlegte bewegliche Sache sowie den zugehörigen Verwahrungsvertrag.

## Wesen des Vertragstyps
Wie das Darlehen, gehört der Verwahrungsvertrag nach überwiegender Auffassung zu den formfreien Konsensualkontrakten, da er mit der Einigung zustande kommt und durch Übergabe der Sache in Vollzug gesetzt wird. Der Vertragstyp verlangt die Gewährung von Raum und Obhut für eine bewegliche Sache. Aus diesem Grund bei Grundstücken nur Dienstverträge oder Aufträge und bei Raumgewährungen Miet- oder Leihverträge denkbar. Der Verwahrer erlangt unmittelbaren Besitz an der Sache (§ 854 BGB), der Hinterleger bleibt mittelbarer Besitzer (§ 868 BGB) und bleibt Eigentümer. 
Besondere Arten der Verwahrung sind im Bereich des Handelsrechts das Lagergeschäft, gemäß §§ 467–475h HGB und das Orderlagergeschäft, die Sequestration (Gemeinschaftsverwahrung), sowie die Verwahrung von Wertpapieren nach Depotgesetz.

## (Un-)Entgeltlichkeit
Ob der Verwahrungsvertrag entgeltlich oder unentgeltlich ist, ist im Zweifel durch Auslegung zu ermitteln, § 689 BGB. Auch muss im Zweifel ermittelt werden, ob es sich lediglich um ein Gefälligkeitsverhältnis ohne Bindungswirkung handelt. Die Verwahrung ist ein entgeltlicher Vertrag, wenn das Entgelt als Gegenleistung und nicht nur als Erstattung von Aufwendungen (Aufwendungsersatz) erbracht wird. In dem Fall liegt die Mühewaltung des Verwahrers in einem beiderseitigen pekuniären Interesse. Bei unentgeltlicher Aufbewahrung hat der Verwahrer nur für diejenige Sorgfalt einzustehen, welche er in eigenen Angelegenheiten anzuwenden pflegt (diligentia quam in suis, § 690 BGB). Der Verwahrer ist sowohl zur Hinterlegung bei Dritten (§ 691 BGB) als auch zur Änderung der Aufbewahrungsart (§ 692 BGB) nicht ohne weiteres berechtigt. Bei zulässiger Hinterlegung bei einem Dritten wird nur für ein Verschulden bei der Hinterlegung gehaftet, also bei Auswahlverschulden bezüglich des Dritten (§ 691 BGB). Hinterlegtes Geld hat der Verwahrer von der Zeit der Verwendung an zu verzinsen (§ 698 BGB, § 246 BGB). Der Verwahrer kann den Vertrag jederzeit kündigen, wenn er unbefristet abgeschlossen wurde, sonst nur aus wichtigem Grund (§ 696 BGB). Für entstandene Aufwendungen des Verwahrers hat der Hinterleger Aufwendungsersatz zu leisten (§ 693 BGB), das Rückforderungsrecht des Hinterlegers ergibt sich aus § 695 BGB, wobei der Rückgabeort der Aufbewahrungsort ist (§ 697 BGB). Eine vereinbarte Vergütung ist bei der Beendigung der Aufbewahrung zu entrichten (§ 699 BGB).
Bei der regelmäßigen Verwahrung hat der Verwahrer bei Beendigung des Verwahrungsvertrages denselben Gegenstand zurückzugeben. Bei der unregelmäßigen Verwahrung gemäß § 700 BGB dürfen nur vertretbare Sachen verwahrt werden, weil der Verwahrer an ihnen Eigentum erlangt und sie gebrauchen oder verbrauchen darf und deshalb nur imstande ist, Sachen gleicher Art, Güte und Menge dem Hinterleger zurückzugeben. Dabei gilt für Geld (nur Bargeld) als zu verwahrender Sache das Darlehensrecht, bei anderen vertretbaren Sachen ist der Sachdarlehensvertrag anzuwenden (§ 700 Abs. 1 BGB).

## Internationale Regelungen
In der Schweiz heißt der Verwahrungsvertrag „Hinterlegungsvertrag“ und ist in Art. 472 OR geregelt, der sowohl eine unentgeltliche als auch eine entgeltliche Hinterlegung zulässt. Der Verwahrer („Aufbewahrer“) darf die hinterlegte Sache nicht gebrauchen (Art. 474 OR) und muss sie dem Hinterleger jederzeit zurückgeben (Art. 475 OR).
In Österreich handelt es sich gemäß § 957 ABGB um einen Verwahrungsvertrag, wenn jemand eine fremde Sache in seine Obsorge übernimmt. Der Verwahrer wird weder Eigentümer, noch Besitzer, noch erhält er ein Gebrauchsrecht; er ist bloßer Inhaber mit der Pflicht, die ihm anvertraute Sache vor Schaden zu sichern (§ 958 ABGB). Wird dem Verwahrer der Gebrauch der verwahrten Sache gestattet, so verwandelt sich der Verwahrungsvertrag gemäß § 959 ABGB bei verbrauchbaren Sachen in einen Darlehensvertrag und bei unverbrauchbaren Sachen in einen Leihvertrag. Die Hauptpflicht des Verwahrers ist, die ihm anvertraute Sache die bestimmte Zeit sorgfältig aufzubewahren und nach Verlauf derselben dem Hinterleger in dem Zustand, in welchem er sie übernommen hat, zurückgeben (§ 961 ABGB).
Der Verwahrungsvertrag im Common Law (englisch custody agreement) ist im Law of bailment (deutsch Verwahrungsgesetz) geregelt, das für die unentgeltliche Verwahrung (englisch deposit) und die entgeltliche Verwahrung (englisch hire of custody) Regelungen vorsieht, deren Hauptpflicht in der Verwahrung einer fremden Sache besteht. Nach französischem Recht ist die Hinterlegung (französisch dépôt) beweglicher Sachen (Art. 1918 Code civil, CC) im Wesentlichen ein kostenloser Vertrag (Art. 1917 CC), der als Konsensualvertrag nur durch Übergabe rechtswirksam wird (Art. 1919 CC).